# Hercegkút
Hercegkút is een plaats (község) en gemeente in het Hongaarse comitaat Borsod-Abaúj-Zemplén. Hercegkút telt 710 inwoners (2001).